# Игра в кубики

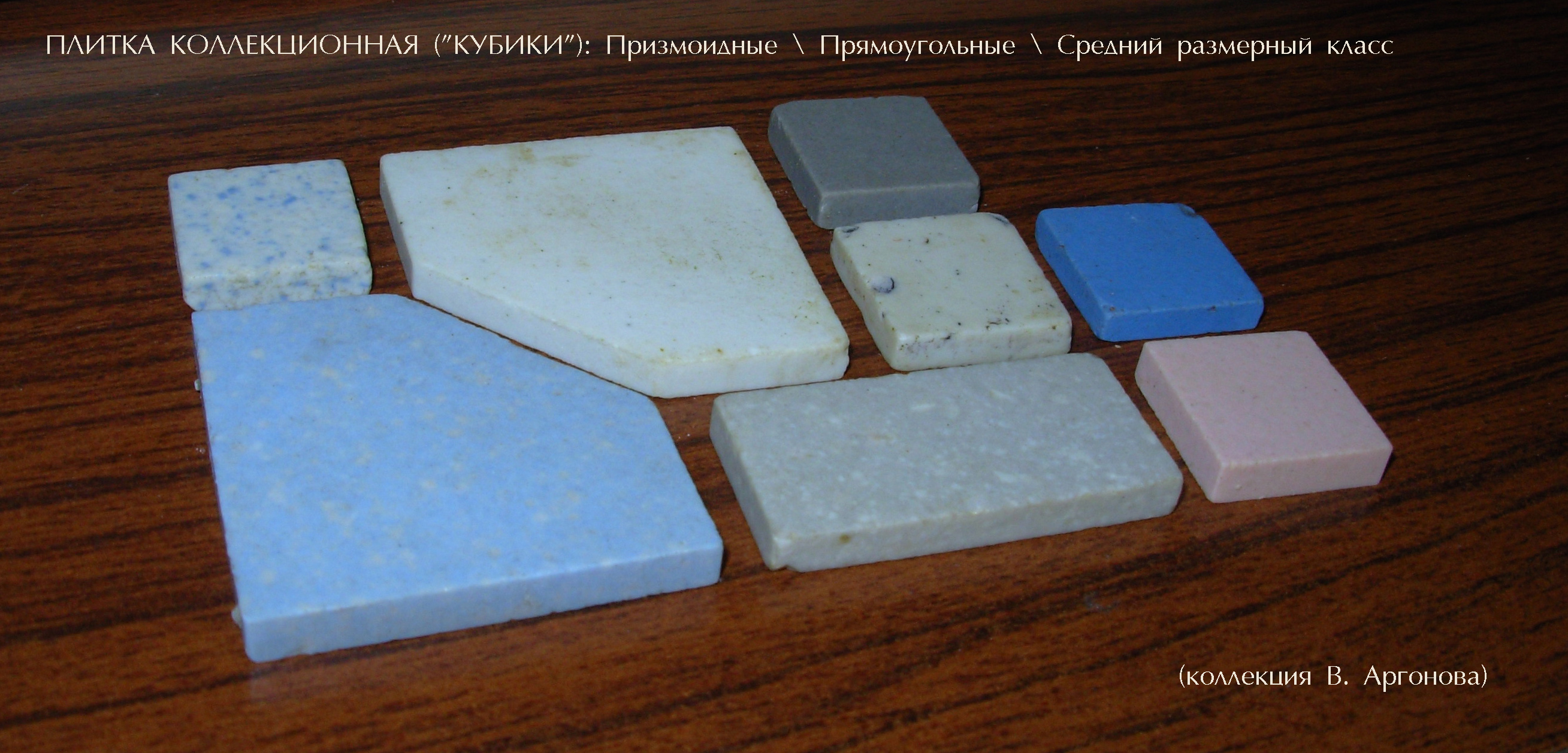

Игра в кубики (игра в плитки, плиточки) была популярна среди детей всех возрастов во Владивостоке, а также в Средней Азии в начале-середине 80-х годов XX века. Интерес к игре начал увядать приблизительно в 1986 году, когда стали осуществляться попытки получить коммерческую выгоду от продажи кубиков, что быстро привело к их девальвации.
«Кубики» — маленькие кафельные плитки, которые использовались для облицовки панельных домов.
Для игры использовались только кубики, которые свободно могли быть зажаты в кулак.

## Разновидности кубиков
Разные кубики имели разную ценность и названия, например:

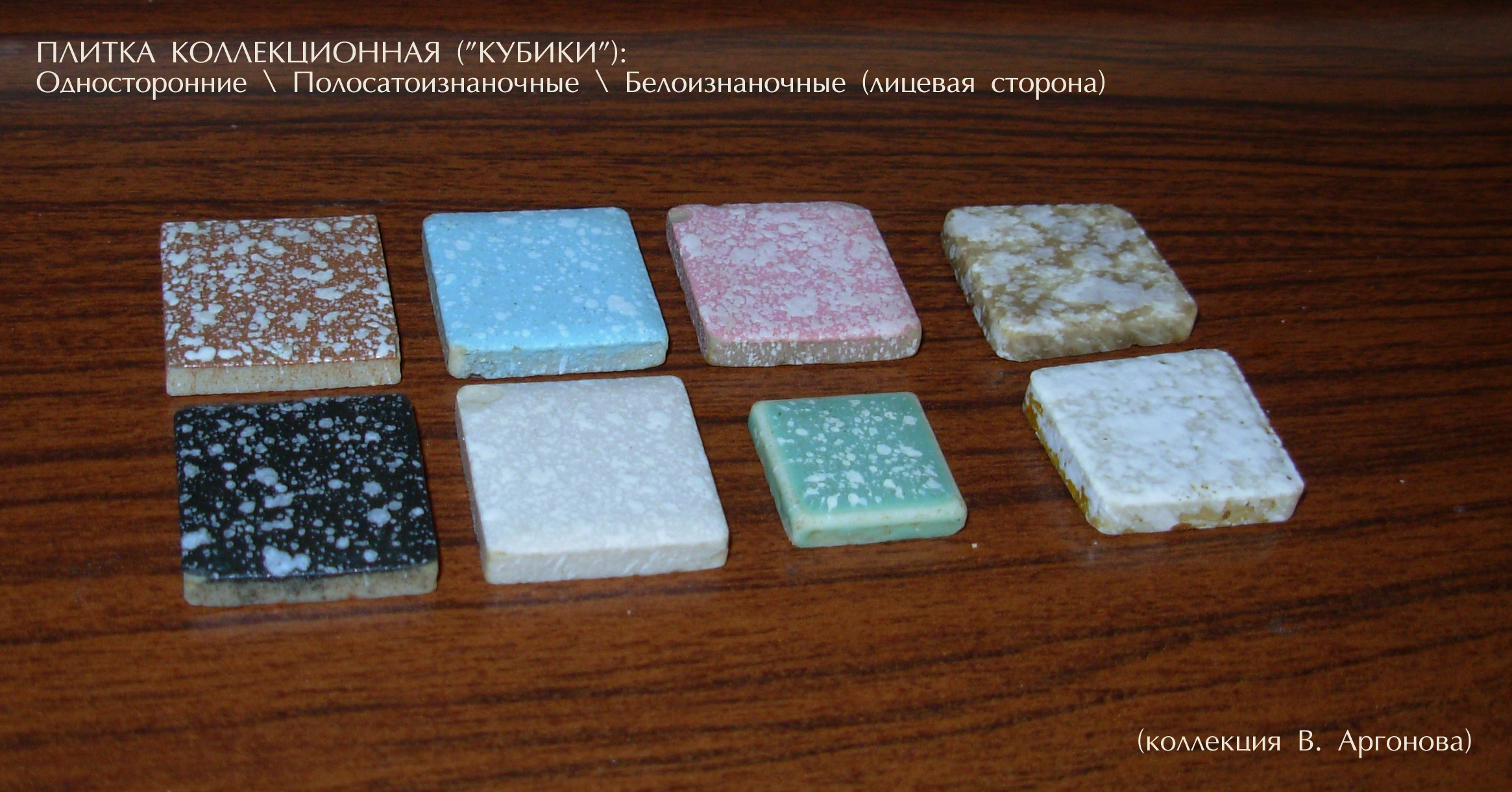

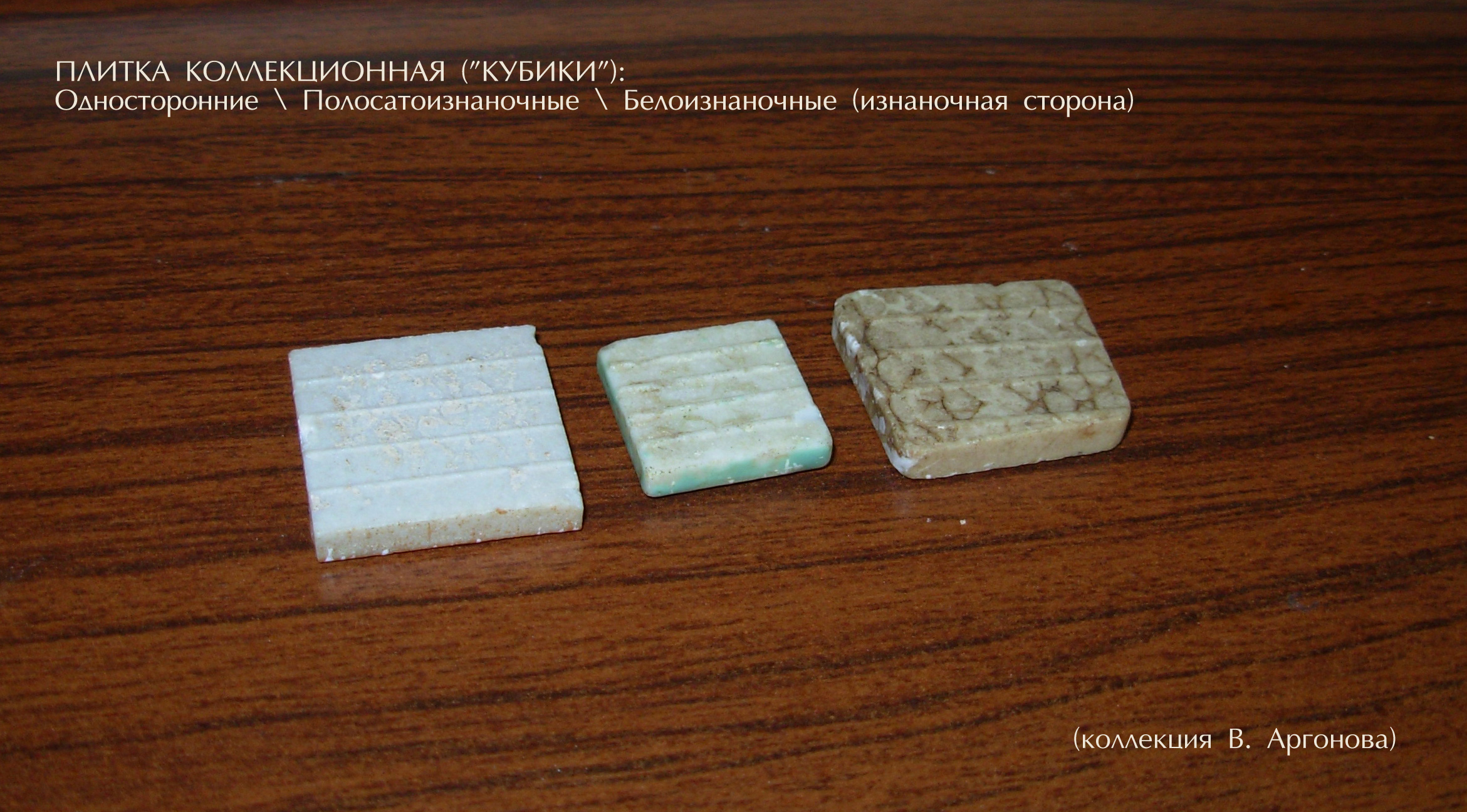

- простушка - самый дешёвый белый непрозрачный повсеместно распространённый кубик;
- водичка, молочка, сметанка - похож на телевизор, но более матовый (мутный) и менее прозрачный;
- альбатрос (он же петушок) - белый кубик, чуть больше простушки с несколькими (1 - 3) тоненькими полосками;
- подушечка (2/3), колбаска (1/3) - обрубленная или бракованная простушка, существовали узкие и более широкие от 1/3 до 2/3 от обычной простушки;
- метелица, белоснежка - непрозрачный белый, мелко-зернистый по составу, с блеском. Позже появились зеленоватые и голубоватые варианты;
- кафелька - хрупкий, чуть большего размера кубик, с одной стороны покрыт эмалью разных цветов, один из самых дешёвых по причине ломкости (существуют также карликовые их виды);
- пятиуголка - пятиугольный кубик по составу как мраморка (белая, голубая, зеленая, пятнистая) (существуют также карликовык их виды); Из данного кубика в своё время умельцы вытачивали либо одну шпалу, либо 3 миллиончика, либо две мраморки;
- матрасик - похож на простушку, только голубого, зеленого и белого цветов, в 2 раза толще и шероховатый с обеих сторон;
- чемоданчик - непрозрачный белый кубик с чёткими гранями и идеально ровной поверхностью;
- телевизор - полупрозрачный кубик с непрозрачной каймой, который на просвет отливал цветами заката;
- шестиуголка - белая, зеленая и синяя;
- «Северное сияние» - белый кубик с вкраплениями блестящей металлической крошки;
- мраморка - белая, обычная (серая), пятнистая, маковка (белая в маленькими чёрными крапинками), голубая.
- холодец (белый и обычный, красный, показаны на первом рисунке справа);
- миллиончик, он же королёк, (кубик, который по своей ценности стоил миллион простушек) — белый, серый, пятнистый, розовый, голубой, зеленый, желтый (а также карликовые их виды);
- качелька - в виде полуцилиндра;
- гномик - в три раза меньше стандартного кубика, он же глазок (белый, зеленый, голубой, синий);
- «Золотое копытце»;
- серебрянка;
- крестовик - по размеру как миллиончик, серого цвета, с выдавленным крестом на одной стороне.
- мухоморы - чёрный, белый, голубой, красный, коричневый, розовый и другие цвета. Считался очень дорогим кубиком (показаны на первом рисунке). Были также «карликовые» мухоморы те же цвета, но кубик меньше, они были «дороже» стандартных;
- ободок - пепельный, золотой, белый - одни из самых дорогих, также существовали карликовые (уменьшенные) виды;
- шпала - обычная (серая) и пятнистая, жёлтая, а также белая в коричневую крапинку;
- шоколадка - размером с крестовик и миллиончик, коричневого цвета;
- Ленин - самый ценный кубик, по рассказам в нём отображался профиль Ленина;
- сахарка - белый пористый кубик;
- киселек - сиренево-розовый;
- горчичка - горчичного цвета;
- травка - зелёного цвета;
- звездочёт - синего цвета (королевских звездочёт - полупрозрачный);
- чернильца - темно-фиолетовый непрозрачный кубик, размером с простушку;
- золотая антилопа - белый кубик, очень похожий на простушку, но с золотистыми разводами, и, достаточно дорогой;
- гробик - кубик в ширину и длину как два миллиончика белого цвета, но со скошенными с обеих сторон краями, как у гроба;
- слоник - (синий и жёлтый) по толщине как двойная простушка с белыми мелкими вкраплениями;
- палатка - серый объёмный шестигранный кубик, напоминает уменьшенную палатку;
- и другие.

Существовал определённый курс обмена кубиков, например: 1 мраморка приравнивалась к 3 простушкам и так далее.
Базовая классификация строилась по аналогии с биологической
1. Подушкообразные: подавляющее большинство образцов. Характерные признак — наличие защипов по краям.
  1.  Сплошные: большинство подушкообразных различной распространённости. Внутри можно было выделить два основных, не слишком чётко различаемых раздела.
    1. Выпуклогранные: простушка и её прозрачные аналоги.
    2. Плоскогранные: молочка, и её прозрачные, а также цветные аналоги.
    3. Крупнопористые: сахарка и цветные аналоги.
    4. Мелкопористые: метелица и цветные аналоги.
2. Призмообразные: образцы с чётко выраженными гранями из керамического материала.
  1.  Прямоугольное основание: как правило, имели основанием квадрат, иногда — сложный неправильный многоугольник с углами 45 и 90.
    1. Большой размерный класс: мраморки.
    2. Средний размерный класс: шпалы, миллиончики, пятиуголка.
    3. Малый размерный класс: маленькие миллиончики.

  2. Троичное основание (основание имеет углы 30 и 60.
    1. Шестиуголки
    2. Палатки
3. Односторонние (керамическая основа с облицовкой.
  1. Кафельки
    1. Крупный размерный класс
    2. Средний размерный класс

  2. Полосатоизнаночные
    1. Черноизнаночные: антилопы, телевизор.
    2. Белоизнаночные
      1. Крупный размерный класс: мухомор.
      2. Средний размерный класс: маленькие мухоморы, оленята.
      3. Неправильные: холодцы.

## Правила игры
В процессе игры игрок должен был:
1. Положить заранее оговоренное количество кубиков стопкой на ладонь.
2. При помощи специального движения руки (не касаясь при этом кубиков второй рукой) сделать так, чтобы кубики «разложились» по ладони (как можно более) равномерно.
3. Легко подбросить все кубики разом, быстро перевернуть руку и поймать все кубики на тыльную сторону ладони.
4. Высоко подбросить кубики и затем поймать их все один за одним по отдельности одной рукой (той самой, с которой кубики подбрасываются), так, чтобы тыльная сторона ладони всегда была повернута кверху.

В игру играли всегда два человека. Каждый игрок должен был «поставить на игру» кубик. Это осуществлялось зажатием соответствующего кубика (или кубиков) в кулаке. Далее игроки одновременно раскрывали кулаки, демонстрируя друг другу каждый свою ставку. Тот, у кого ставка была «дороже», должен был играть первым. В случае, если ставки оказывались одинаковыми, первым играл тот, кто в момент, когда делалось предложение сыграть (еще до того, как были сделаны ставки), первым успевал произнести фразу «чу-совпад-первый» (вариации — «совпад-первый-пас», «чу-пас-первый»).
Количество подбрасываемых кубиков как правило оговаривалось заранее — в момент, когда делалось предложение сыграть. Варианты игры по количеству кубиков назывались «двойное», «тройное», «четверное», и т. п. Если количество подбрасываемых кубиков превышало 2, то недостающие кубики «докладывались» добровольно одним из игроков, или обоими игроками — по договоренности. Если бросок игрока был удачным (все кубики оказывались пойманными в соответствии с правилами), то кубик, «поставленный» оппонентом переходил во владение бросавшего. Если бросавший допускал ошибку на любом этапе, ход переходил к оппоненту. И так далее — игроки осуществляли попытки по очереди до тех пор, пока одному из них не удастся выполнить бросок без ошибок.
Количество кубиков в игре редко превышало 5-7 штук, так как поймать больше могли единицы-виртуозы, лимитирующим фактором игры была и хрупкость кубиков — в кулаке при ловле они элементарно бились.
Ошибки включали в себя следующие ситуации:
- один из кубиков скатывался с ладони;
- падал при попытке перебросить все кубики на тыльную сторону ладони;
- игрок касался кубика другой рукой;
- игрок не мог поймать все кубики при финальном подбрасывании;
- ловил 2 или больше кубиков разом;
- ловил один из кубиков ладонью вверх.

## Варианты игры
1. «Чистое» и «Грязное». В момент, когда делалось предложение игры, игроками всегда оговаривалось, какой из этих двух вариантов игры будет играться. При «чистом» варианте, после подбрасывания кубиков с тыльной стороны ладони, каждый кубик ловился движением руки сверху вниз, тыльная сторона ладони всегда должна была быть повёрнута кверху. При «Грязном» варианте происходило то же самое, но последний кубик (и только он) просто падал в открытую ладонь, тыльная сторона которой была повёрнута вниз.
2. «Золотое». Редкое правило, подразумевающее ловлю подброшенных кубиков начиная с верхнего.
3. «С раскладкой» и «без раскладки». Какой из этих двух вариантов играется — тоже всегда оговаривалось специально в момент, когда делалось предложение игры. Вариант «с раскладкой» описан в правилах. При игре «с раскладкой», кубики вначале выкладывались на ладони столбиком, а затем при помощи специального движения (как бы плавного, по большей части осуществляемого в горизонтальной плоскости, передергивания), «раскладывались» по ладони. И уже после этого (если на этом этапе не было ошибок, и ни один кубик не упал), кубики перебрасывались на тыльную сторону ладони, с которой затем осуществлялся основной бросок. При варианте игры «без раскладки» кубики вначале тоже выкладывались на ладони стопкой. Но «раскладка» не производилась — вместо этого игрок должен был сразу перебросить кубики на тыльную сторону ладони, при этом при броске с ладони осуществлялось специальное движение, которое заставляло кубики проскользить друг по другу и как бы «разложиться» (имеется в виду — правильно расположиться относительно друг друга) в воздухе, перед падением на тыльную сторону ладони.

## Определение параметров игры
С учётом описанных выше правил и вариантов, ещё до начала игры, игроки должны были определить следующие параметры:
1. Кто первый произнёс фразу «чу-совпад-первый» (определяет, кто осуществляет первый бросок, в случае, если игроки сделали одинаковые ставки).
2. Сколько кубиков будет подбрасываться («двойное», «тройное», «четверное» и т. д.)
3. Выбранный вариант игры: «чистое» или «грязное».
4. Выбранный вариант игры: «с раскладкой» или «без раскладки».

Полностью определение конкретной игры звучало, например, так: «четверное грязное без раскладки», или «шестерное чистое с раскладкой».

## Происхождение игры
Происхождение игры в настоящий момент остаётся неясным. Однако, правила игры, будучи относительно сложными, в то же время были очень чётко определены и не менялись на протяжении длительного периода.
Ниже перечислены схожие по правилам и сути игры:
- Галанцы[3]
- Беш таш (Киргизская игра)[4][5]
- Игра в кремушки (цыганская игра)[6]